# 札幌市立丘珠小学校
札幌市立丘珠小学校（さっぽろしりつ おかだましょうがっこう）は、北海道札幌市東区丘珠町にある公立小学校。
教育目標は、健康な心身を持ち 想像性豊かに学ぶ 子どもの育成。
校章は雪の結晶をかたどったもの。開拓精神をしのび、積極的で粘り強い意志力と強靭な心身をもって知性をみがき、希望の追求にいそしむ子供であるようにとの願いが込められている。
校木はイチイ。
札幌市教育委員会の事業である「札幌市学校図書館地域開放事業」の指定校となっている。

## 沿革
- 1874年 - 丘珠村46番地に15坪の寺子屋を作り子弟の教育を始める。校地100坪。
- 1877年 - 公立学校設立認定、校舎新築、「丘珠教育所」創立。
- 1880年 - 「丘珠学校」と改称。
- 1887年 - 「丘珠小学校」と改称、修業年限3ヶ年の簡易科を置く。
- 1888年 - 失火のため校舎全焼。
- 1890年 - 校舎新築。
- 1895年 - 「丘珠尋常小学校」と改称、修業年限3ヶ年。
- 1897年 - 修業年限4ヶ年となる。
- 1901年 - 校舎改築落成（模様替）修業年限2ヶ年の補修科を併置。3学級編成。
- 1908年 - 補習科廃止、修業年限6ヶ年となる。
- 1913年 - 「丘珠尋常高等小学校」と改称、修業年限2年高等科併置。
- 1920年 - 校地2,226坪に拡張。
- 1922年 - 「札幌村第二尋常高等小学校」と改称。
- 1926年 - 青年訓練所併置。
- 1928年 - 校地の一部を竹田氏用地と交換。
- 1929年 - 開校50周年式典挙行、記念文庫設置。
- 1930年 - 1教室増築（32坪）。
- 1933年 - コンクリート門柱建設。青年学級設置。国旗掲揚塔設置。
- 1935年 - 記念植樹（唐松100本）。
- 1937年 - 開校60周年式典挙行。
- 1941年 - 学制改編により、「丘珠国民小学校」と改称。川内安忠氏寄贈により、講堂落成。
- 1947年 - 泰安所撤去。開校70周年式典挙行。学制改革により、「札幌村立丘珠小学校」と改称、札幌中学校分校を併置。
- 1948年 - 父母と先生の会発足、丘珠子ども郵便局設置。
- 1949年 - 給食開始、札幌中学校分校を廃止。
- 1951年 - 鉄棒・ブランコ・回旋塔・足洗場設置。物置改築。
- 1953年 - 校地239坪寄附される。
- 1954年 - シーソー新設、オルガンPTA寄贈、校舎修理（防寒施設）。
- 1955年 - 市町村合併による札幌市発足により、「札幌市丘珠小学校」と改称。校章・校歌制定。
- 1956年 - 運動場・器具室・便所増改築、放送設備。
- 1957年 - 開校80周年式典挙行、ピアノ・テレビ購入。
- 1960年 - 初代校長菅井喜久治氏胸像建立。
- 1962年 - 校舎建築保進期成会発足。
- 1965年 - 完全給食開始、図書室完成、低鉄棒修理。
- 1968年 - 校舎移転、新築落成。開校90周年式典挙行。スケートリンク造成。
- 1972年 - 校舎増築。
- 1974年 - 校舎増築（オープンスペースの学習ルーム）。
- 1975年 - 校舎改築（オープンスペースの学習ルーム）。
- 1976年 - 低学年ルームと体育館増築。栄南小学校新設により、本校から124名移籍。
- 1977年 - 創立100周年式典挙行し、記念碑建設。
- 1978年 - 東校舎増築。
- 1983年 - 東校舎増築、保健室復元。
- 1984年 - 体育館改修し、電動上下式ステージ新設。
- 1985年 - 前庭整備し、飼育舎・物置小屋新設。
- 1987年 - 開校110周年式典挙行。
- 1988年 - 伏古北小学校新設により、本校から117名移籍。
- 1989年 - 灯油集中暖房設備と水田流水実験場設置。ファミリー農園開始。
- 1990年 - グランド設備。
- 1991年 - 防球ネット改修、北校舎屋根張替え。
- 1992年 - 体育館屋根張替え、簡易水洗トイレ。
- 1993年 - 外壁全面塗装、窓枠サッシ改修。
- 1994年 - 南校舎前舗装、楽焼小屋床改修。
- 1995年 - 東校舎水道と東校舎風除室整備。
- 1996年 - ポンプ小屋屋根改修、体育館内壁塗装、トイレ改修。
- 1997年 - 開校120周年式典挙行。
- 1998年 - 開放図書館10周年記念行事。スケートリンク造成30周年記念祝賀会開催。東・南校舎簡易水洗トイレ。
- 1999年 - さっぽろ東ナーシング訪問交流開始。
- 2000年 - 社会福祉協力校開始。
- 2001年 - 校舎移転、新校舎落成記念式典挙行。
- 2002年 - 校舎移転。給食調理開始。
- 2003年 - 開放図書館15周年記念事業実施。
- 2004年 - 防火防災フェア開催。
- 2005年 - さとらんど農業体験（稲作作り）開始。ALT（外国語指導助手）の活用開始。
- 2006年 - 丘珠高校との交流開始。
- 2007年 - 開校130周年記念式典挙行し、祝う会開催。開校130周年教育実践発表会開催。
- 2008年 - 友好の桜並木植樹。
- 2009年 - 友好の桜並木植樹。エレベーター設置。
- 2010年 - 友好の桜並木植樹。ソーラーパネル設置。

## 通学区域
出典
- 東区
  - 北丘珠1条2丁目～4丁目
  - 北丘珠2条1丁目～4丁目
  - 北丘珠3条1丁目～4丁目
  - 北丘珠4条1丁目～4丁目
  - 北丘珠5条1丁目～4丁目
  - 北丘珠6条4丁目
  - 丘珠町
  - モエレ沼公園

## 出身者
- 岩田徳治（岩田建設創業者）

## 周辺
- 社会福祉法人札幌明啓院丘珠ひばり保育園 - 敷地が隣接し、なおかつ進学前保育園のひとつ。
- 北海道札幌丘珠高等学校
- 札幌市立丘珠中学校 - 進学先中学校
- 丘珠みづほ団地会館
- 札幌市立丘珠みづほちびっこ公園
  - 丘珠みづほちびっこ公園以外の公園も点在する。

## アクセス
- 北海道中央バス「ビ61」・「東61」・「東76」の各系統で、「丘珠中学校」停留所下車後、徒歩。
- 丘珠空港から、車で約3.5km・約7分。